# 哈夫韋 (密蘇里州)
哈夫韋（英語：Halfway）是位於美國密蘇里州波爾克縣的村。

## 人口
根據2020年美國人口普查的數據，哈夫韋的面積為5.54平方千米，皆為陸地。當地共有人口151人，而人口密度為每平方千米27人。